# Дареновка
Да́реновка — деревня Кузьмино-Отвержского сельсовета Липецкого района Липецкой области.

## География
Деревня расположена на возвышенности. Юго-восточнее Дареновки, в долине реки Кузьминки, находятся село Тюшевка и деревня Давыдовка. Северо-восточнее, у русла правого притока реки Мартынчик — деревни Ивановка и Хорошевка. К северо-западу, у оврага, располагается село Тележенка. Чуть севернее Дареновки проходит нефтепровод «Дружба». С западной стороны от населённого пункта, в верховье оврага, устье которого находится у Тюшевки, имеется небольшой лесной массив.

## История
Впервые деревня, с названием Доренка, присутствует на схеме Липецкого уезда Тамбовской губернии 1914 года. Она отнесена к юрисдикции земского начальника 4-го участка (из 5 участков, на которые делился уезд). На одной из карт второй половины 1930-х — начала 1940-х годов на месте деревни обозначен населённый пункт Тюшевский, на другой — уже значится деревня Дареновка размером в 39 дворов.

## Население
| 2010 | 2012 |
| ---- | ---- |
| 4    | ↗5   |

На 1 января 2002 года в Дареновке проживало, по официальным данным, 4 человека в 4 хозяйствах. Согласно переписи 2002 года, в населённом пункте был зарегистрирован всего 1 житель, мужчина, русский.

## Улицы
В деревне одна улица — Лесная.